# 藤堂みさき
藤堂 みさき（とうどう みさき）は日本の女性声優。主にアダルトゲームに声をあてている。

## 出演作品
太字は主役・メインキャラクター

### ゲーム

#### 2008年
- ふりフリ 〜ふつうのまいにちにわりこんできた、フシギなリンジンたちのおはなしおはなし〜（森永こみみ）[1]

#### 2009年
- 愛娘という名の玩具（億島美緒）[2]
- 麗しの君 〜貴女の膣内に捧ぐ〜（エレーナ）[3]
- 姦獄のアルケミスト 〜陵辱と淫獣キメラの狂宴〜（エリザベート・フォン・ヴィクトール）[4]）
- 姫狩りダンジョンマイスター（ブリジット）[5]

#### 2010年
- JKと淫行教師4 〜なまいきモデル少女編〜（高井静歌）[6]
- 白液姫 〜Princess Of White Liquid〜（スノウ）[7]
- 戦国魔姦（朝倉義景）[8]
- HOUND -獣欲の買収者-（オリヴィア＝ポートタウン）[9]
- プレイ! プレイ! プレイ!（各務真琴、森永あずき）
- 雷光の退魔師ナナホ 〜淫神復活〜（高平原ナナホ）[10]

#### 2011年
- VenusBlood -ABYSS-（フローレシア・トリアセテート）[11]
- おとラブ 〜女装美少年限定!〜（上林流風）
- カスタムレイドV（Mボディ/ヒロイン）[12]
- カスタムレイドV＋（Mボディ/明るく素直）[13]
- 姦淫特急 松葉 〜肉欲のグルメ紀行〜（江坂理恵）[14]
- JKと淫行教師SP 〜渡る世間はエロ教師ばかり〜（高井静歌）
- 純潔★女神さまっ!「種付けしてください、ダンナさまっ!」（ヤヌス、従者C）
- 触診病淫（笹野夕菜）[15]
- 必殺痴漢人II（億島美緒）[16]
- LILITH-IZM07 〜俺のペット編〜（ヨゾラ）[17]

#### 2012年
- 危険日OK!孕んでシスターズ（御倉 由那）[18]
- HOTOTOGISU -滅せぬもののあるべきか-（高槻 沙希）[19]
- 触装天使セリカ2（斎樹 美央（触装戦機ミオ））[20]

#### 2013年
- ゆずみなつ（小日向 ゆず[21]）
- 逆王道（桃谷 理香）[22]
- HOUND - Targeting Hunting -（オリヴィア ポートタウン）[23]
- VenusBlood -GAIA-（ルクレツィア）[24]

#### 2014年
- ラブえっちデッサン 〜Hな魅力を描くために!おまかせポーズモデル〜（紅彫 摩璃）[25]
- Festival -つるみくウォーズ-（江坂 理恵）[26]
- 漂流艦獄クロノス（クレア・バランタイン）[27]
- 超催眠術学園（今里 千鳥）[28]
- フラテルニテ（戸田 心音）[29]
- メイクMeラバー（エリン・スコフィールド）[30]
- 悪の女幹部2 「キサマなどに教育されてたまるかっ!」(グリムロック) [31]
- VenusBlood -HYPNO-（ルセリ）[32]

#### 2015年
- 影狼（ペティート）[33]
- プレイ!プレイ!プレイ!屍（古都音）[34]
- 白濁の少女（宇千田 智美）[35]

#### 2016年
- カスタムメイド3D2+（土屋 よし子）[36]
- 鉄と裸（ゼノヴィア＝アルスール）[37]
- 想聖天使クロスエモーション（四封堂 葵）[38]
- お兄ちゃんは私たちのおもちゃ（姫ノ宮 華奈）[39]
- 催眠委員長（飼育委員長・女性教師）
- HOTOTOGISU ～ULTRA PATRIOT～（高槻 沙希）
- ぜったい遵守☆にゅ～こづくりわーるど（春日井 乃愛）

#### 2017年
- 想聖天使クロスエモーション外伝1ラピスラズリ淫闘編（四封堂 葵）
- 想聖天使クロスエモーション外伝2 もう一人のクロスデザイア編（四封堂 葵）
- 想聖天使クロスエモーション外伝3 想聖天使VS触装天使編（四封堂 葵）
- 戦国の黒百合 ～ふたなり姫と忍ぶ少女達～（濃）
- 大阪AWAKING（心斎橋 沙夜）
- VenusBlood -BRAVE-（リーンベル＝オルテ）

#### 2018年
- 想聖天使クロスエモーション外伝4（四封堂 葵）
- 想聖天使クロスエモーション外伝5（四封堂 葵）
- 鉄と裸 -Fairies Falldown-（ゼノヴィア=アルスール）
- 想聖天使クロスエモーション外伝6（四封堂 葵）
- VenusBlood:Lagoon（ティア＝エリーシス）

#### 2019年
- フラテルニテ HDリマスター（戸田 心音）
- 姦淫特急連結セット ～肉欲のクルーズトレインの旅～（江坂 理恵）

#### 2020年
- きらきらスターズ ーidol project Nagisaー（雪城 渚）
- 淫行客船渦潮 ～奈落のクルーズ～（寝屋川 理央）[40]

#### 2021年
- VenusBlood HOLLOW International（ルセリ）

#### 2023年
- VenusBlood GAIA International（ルクレツィア、フィロ）[41]

### 歌
- You Know？My Heart！（『ゆずみなつ』主題歌）
  - 歌：ゆず（藤堂みさき）＆美夏（榎津まお）